# Agujero yaoi

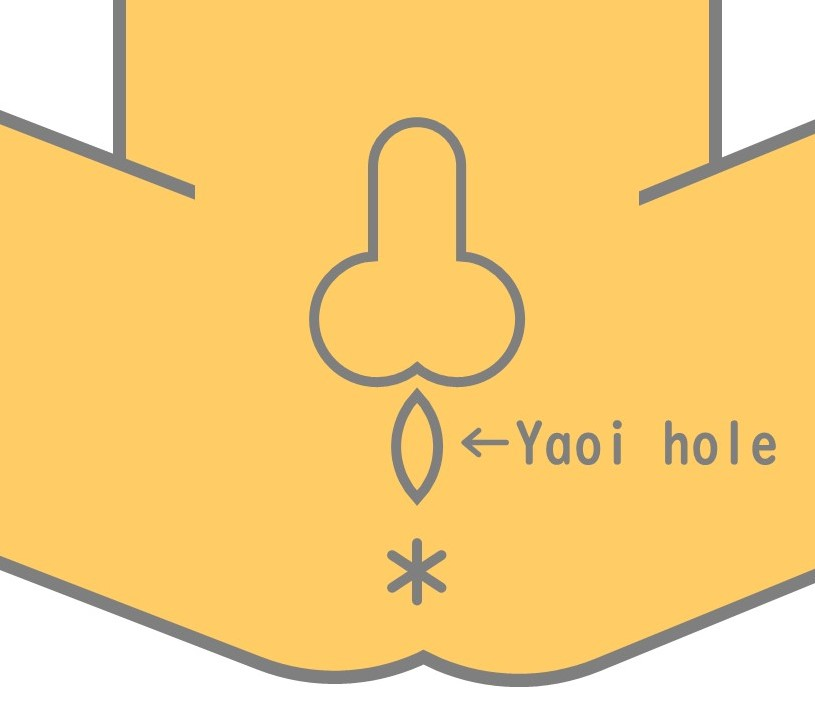
Una ilustración de un agujero yaoi, que supone la existencia de un tercer órgano sexual entre el pene y el ano.

El agujero yaoi (en japonés: やおい穴, romanizado: yaoi-ana) es un concepto en el yaoi, un género de obras de ficción que representa relaciones homoeróticas entre hombres dirigido a una audiencia femenina, que supone la existencia de un órgano sexual masculino que no es ni un pene ni un ano. El concepto surgió a partir de representaciones de sexo anal en algunas obras de yaoi que parecían desafiar la anatomía y fisiología típicas, como representaciones de sexo penetrativo en posiciones que no corresponden a la ubicación del ano en la parte receptora. El agujero yaoi como fenómeno ha sido considerado alternativamente como un reflejo de la falta de comprensión sobre la anatomía masculina y el sexo anal por parte de los autores (en su mayoría mujeres y heterosexuales) de los primeros trabajos de yaoi, y como una exageración intencionada que refleja una preferencia por la fantasía por encima del realismo en las narrativas de ficción pornográfica.

## Contexto y etimología
El sexo anal aparece frecuentemente como tema en el yaoi, un género de manga, novelas y otros medios ficticios creados por y para una audiencia femenina que representan relaciones homoeróticas entre hombres. Sin embargo, los actos sexuales y los órganos sexuales en las primeras obras de yaoi a menudo eran representados de manera inexacta: las posiciones sexuales en las que los sujetos masculinos se unían en sexo penetrativo aparentemente no correspondían a la ubicación correcta del ano de la parte receptora, o la parte receptora se autolubricaba de una manera atípica para un ano. Estas representaciones fueron inicialmente criticadas por reflejar una ignorancia de la mecánica del sexo anal por parte de los autores de yaoi, y se sugirió de manera burlona que implicaban la existencia de un órgano sexual distinto que llegó a ser conocido como el «agujero yaoi». Algunos autores adoptaron el concepto del agujero yaoi en respuesta, y comenzaron a representarlo en sus obras ya sea en tono de broma o con seriedad.
El agujero yaoi ha sido descrito como un «tercer órgano sexual» que no es ni femenino ni masculino. Aunque hay poco acuerdo sobre la estructura precisa del agujero yaoi, su existencia en la ficción de yaoi es ampliamente reconocida por los fans del yaoi. Ayako Shiramine, exbibliotecaria de la Biblioteca Conmemorativa Yoshihiro Yonezawa, analizó 51 obras de yaoi y concluyó que los orificios representados «no parecen ser un ano», ya que no había descripciones definitivas de que el orificio fuera un ano ni funcionaba como tal, y llegó a la conclusión de que el agujero yaoi es una entidad separada del ano.
El origen del término «agujero yaoi» para describir este fenómeno es desconocido, aunque la socióloga e investigadora de yaoi y dōjinshi, Junko Kaneda, especula que pudo haber surgido alrededor del año 2000 en las comunidades de fans del yaoi en internet.

## Características
El agujero yaoi está asociado con representaciones del sexo anal en el yaoi que parecerían desafiar la anatomía y fisiología típicas. Esto incluye representaciones de sexo en la posición del misionero donde las piernas de la parte receptora están extendidas planas y no en posición de águila extendida, apéndices y objetos que se insertan fácilmente en la parte receptora sin el uso de lubricante íntimo, la ausencia de preparación para el sexo anal (a través de actividades como el lavado rectal), y en algunas historias, la inclusión de embarazo masculino y parto.
A menudo, la parte receptora en el yaoi se describe como «mojada» con un líquido de origen desconocido, un recurso referido coloquialmente por los fans del yaoi como «jugo yaoi» (やおい汁 yaoi-jiru?). El jugo yaoi funciona como una forma de autolubricación, similar a la lubricación vaginal. Chill Chill consideró la hipótesis de que el jugo yaoi era fluido intestinal, pero concluyó que el fluido intestinal carece de la viscosidad, lubricidad y cantidad necesarias para ser utilizado como lubricante.
En historias que presentan el agujero yaoi también se producen movimientos involuntarios del orificio de la parte receptora, como espasmos o contracciones. Ayako Shiramine, exbibliotecaria de la Biblioteca Conmemorativa Yoshihiro Yonezawa, considera que este tipo de representación puede usarse para comunicar placer por parte de la parte receptora.

## Historia
Junko Kaneda divide las expresiones del agujero yaoi en la ficción en tres períodos distintos desde los años 1970 hasta los 1990:
- Los años 1970 fueron la «era sin agujeros». Kaneda señala que la felación aparece como el acto sexual más común en el dōjinshi yaoi de los años 1970, y que su estudio del dōjinshi de este período conservado en la Biblioteca Conmemorativa Yoshihiro Yonezawa no encontró representaciones de sexo anal.[nota 2]
- Los años 1980 fueron la «era del descubrimiento del agujero». Aunque se desconoce la primera representación de un agujero yaoi, ella señala que las obras de yaoi durante este período comenzaron a hacer referencias claras al sexo penetrativo no oral, como en la novela de Kaoru Kurimoto Mayonaka no Tenshi (真夜中の天使?  tdl. ‘Ángel a Medianoche’).
- Los años 1990 fueron la «era del descubrimiento de la próstata», con un aumento en las representaciones de la estimulación prostática a través del fingering.

Desde los años 2000, el yaoi ha representado el sexo entre hombres con un mayor grado de realismo, haciendo referencia a actividades como el lavado rectal y los orgasmos secos. Kaneda especula que esto puede deberse al hecho de que los medios que representan sexo entre hombres, como libros educativos y pornografía gay, se han vuelto más accesibles debido al uso de  internet. El sitio de noticias BL Chill Chill señaló que para los años 2010, los medios audiovisuales con representaciones de agujeros yaoi habían sido casi completamente reemplazados por el subgénero omegaverse, que representa temas y argumentos similares como la autolubricación y el embarazo masculino.

## Análisis
El fenómeno del agujero yaoi puede entenderse en algunos aspectos como un simple reflejo de la falta de comprensión sobre la anatomía masculina y el sexo anal por parte de los autores (en su mayoría mujeres y heterosexuales) de los primeros trabajos de yaoi. Alternativamente, los agujeros yaoi pueden entenderse como una exageración intencional que refleja una preferencia por la fantasía por encima del realismo en las narrativas de ficción pornográfica, con paralelos a la representación de mujeres con anatomía exagerada o no natural en el manga erótico orientado a hombres.
En 2003, un copypasta de un diagrama en forma de árbol que detallaba varias facciones anidadas de creencias en los agujeros yaoi fue publicado en el tablón de anuncios 2channel, el cual fue incluido en el libro de 2015 Otoko no Karada wa Kimochi Ii (オトコのカラダはキモチいい?  tdl. ‘El Cuerpo de un Hombre se Siente Bien’), coescrito por Hitoshi Nimura, Kaneda y Iku Okada. Según una encuesta realizada entre los aproximadamente cien asistentes al evento de 2014 «Hablemos sobre el futuro del agujero yaoi», la facción de creencias más grande fue «los agujeros yaoi no existen, es un ano» con un 33%, seguida por «no me importan los agujeros yaoi, el yaoi es una fantasía» con un 27%, y «los agujeros yaoi existen, el ano se convierte en un agujero yaoi durante el sexo» en tercer lugar con un 18%.